# Lotte Center Hanoi
Il Lotte Center di Hanoi è un grattacielo situato ad Hanoi, la capitale del Vietnam.

## Descrizione
Completata il 2 settembre 2014, la torre conta 65 piani. L'edificio, caratterizzato da uno stile moderno, è stato progettato da Callison, uno studio americano. Con i suoi 267 metri d'altezza esso è il secondo edificio più alto di Hanoi dopo la Torre Keangnam. La torre ospita degli uffici, un hotel a cinque stelle, degli appartamenti ed una piattaforma d'osservazione.